# David Martin (fodboldspiller, 1986)
 Der er flere personer med dette navn, se David Martin.
David Edward Martin (født 22. januar 1986) er en engelsk fodboldspiller, der spiller som målmand for Millwall. Martin har tidligere spillet for en række klubber, herunder Wimbledon FC, Liverpool FC, Leeds United og Derby County.

## Ekstern henvisning
- David Martins spillerprofil hos UEFA (engelsk)
- David Martins spillerprofil på Transfermarkt (engelsk)
- David Martins profil på WorldFootball.net (engelsk)
- David Martins spillerprofil på Soccerbase.com (engelsk)
- David Martins profil hos FootballDatabase.eu (engelsk)
- David Martins spillerprofil på Soccerway (engelsk)
- David Martins profil på Zero Zero (engelsk)